# 성단죄 도로시
《성단죄 도로시》(聖断罪ドロシー)는 주몬지 아오가 집필한 일본의 라이트 노벨 작품이다. 일러스트는 스부리가 담당하였다.

## 등장 인물
- 도로시(ドロシー)
- 카루아(カルア)
- 안나마리 에코(アンナマリー・エコー)
- 시즈 브래드베리(シズ・ブラッドベリ)
- 잭 라부로(ジャック・ラヴロー)
- 미세리(愛芹)

## 단행본 목록

### 일본어판
- 《성단죄 도로시 01 절대 마왕 여자가 따르지 않는》, 2012.08.01, ISBN 9784041003985
- 《성단죄 도로시 02 악마와 소년과 불쌍한 마법사》, 2012.12.01, ISBN 9784041004968
- 《성단죄 도로시 03 너에 이어지는 긴 길》, 2013.07.01, ISBN 9784041008621

### 한국어판
- 《성단죄 도로시 1》, 2015.15.11, ISBN 9791133410439
- 《성단죄 도로시 2》, 2016.1.15, ISBN 9791133414062